# Колібрі-капуцин гіацинтовий
Колі́брі-капуци́н гіацинтовий (Augastes scutatus) — вид серпокрильцеподібних птахів родини колібрієвих (Trochilidae). Ендемік Бразилії.

## Опис
Довжина самців становить 8,1-9,9 см, вага 3-4 г, довжина самиць становить 8-9,7 см, вага 2,7-3,8 г. У самців номінативного підвиду лоб блискучий, золотисто-зелений, решта верхньої частини тіла і хвіст бронзово-зелені. Горло блискуче, золотисто-зелене з чорними краями, на грудях кремово-біла або рожевувато-смуга, живіт темно-синій. Крила чорнувато-фіолетові. На шиї з боків є пурпурово-сині плями, за очима невеликі білі плямки. Дзьоб короткий, чорний, загострений, довжиною 21 мм. Лапи чорні.
Самиці є меншими і легшими за самців, крила, хвіст і дзьоб у них відносно коротші. Чорні краї на зеленому горлі у них відсутні, синій живіт поцяткований сірими і синьо-зеленими плямками. Крайні стернові пера мають сірі кінчики. У представників підвиду A. s. ilseae шия з боків темно-фіолетова, живіт фіолетово-синя, нижня сторона хвоста синьо-зелена. Представники підвиду A. s. scutatus є більшими, ніж представники інших підвидів, вони вирізняються наявністю синьої смуги між фіолетовою і зеленою частинами голови.

## Підвиди
Виділяють три підвиди:
- A. s. scutatus (Bourcier, 1843) — високогір'я Мінас-Жерайса;
- A. s. ilseae Grantsau, 1967 — середньогір'я Мінас-Жерайса;
- A. s. soaresi Ruschi, 1963 — долина річки Пірасікаба[pt] на півдні центрального Мінас-Жерайса.

## Поширення і екологія
Гіацинтові колібрі-капуцини мешкають в горах Серра-ду-Караса, Серра-ду-Санту і Серра-ду-Сіпо в штаті Мінас-Жерайс на Бразильському нагір'ї. Представники номінативного підвиду живуть в сухий, кам'янистій гірській місцевості, порослій низькорослою рослинністю кампос-рупестрес, на висоті від 1000 до 2000 м над рівнем моря. Представники підвиду A. s. ilseae живуть в галерейних лісах і чагарникових заростях на висоті від 900 до 1200 м над рівнем моря. Представники підвиду A. s. soaresi населяють яри у вологих гірських тропічних лісах, на висоті від 1000 до 1600 м над рівнем моря. Гіацинтові колібрі-капуцини ведуть переважно осілий спосіб життя. Разом із зеленочеревими колібрі (Colibri serrirostris) і золоточеревим колібрі-смарагдом (Chlorostilbon lucidus pucherani) вони є найбільш поширеними колібрієвими свого регіону.
Гіацинтові колібрі-капуцини живляться нектаром різноманітних квітучих рослин, як правило, наземних бромелієвих і кактусів. Також вони чатують на дрібних комах, сидячи на сідалі. Після того, як птахи спіймали здобич, вони повертаються на ту саму гілку. Самці захищають кормові території, багаті на нектар. Самиці, натомість, шукають нектар в менш квітучих місцевостях і не захищають їх.
Гіацинтові колібрі-капуцини розмножуються протягом всього року. Гніздо чашоподібне, робиться з насіння айстрових, кактусового пуху і павутиння, зовні покривається м'яким матеріалом. Воно розміщується у вертикальній розвилці між гілками, на висоті від 0,6 до 2 м над землею. В кладці 2 білих яйця. Інкубаційний період триває 15-16 днів, пташенята покидають гніздо через 19-25 днів після вилуплення.